# Masdevallia gargantua
Masdevallia gargantua är en orkidéart som beskrevs av Heinrich Gustav Reichenbach. Masdevallia gargantua ingår i släktet Masdevallia och familjen orkidéer.
Artens utbredningsområde är Colombia. Inga underarter finns listade i Catalogue of Life.